# Club de Golf Sant Cugat
El Club de Golf Sant Cugat és el club de golf en actiu més antic de Catalunya, fundat el 1914 com a successor del «Barcelona Golf Club» de Pedralbes, fundat el 1912. El segon club de Catalunya va ser el de Sitges, que es va construir el 1922. Disposa d'un recorregut de divuit forats de par 70, camp de pitch-and-putt de nou forats, zona de pràctiques, gimnàs i piscina. El 1995 tenia 1.400 socis.
Té la seu a la masia de Can Móra.

## Història
La seva data exacta de creació no es coneix, però Magí Carrió, ex-gerent del club, va documentar la celebració en el club del primer Campionat de Catalunya en 1914, encara que la Guia de Campos de Golf publicada el 1928 ubica la seva inauguració el 1918. Fou constituït gràcies a la companyia Barcelona Traction Company, que construí la línia de ferrocarril Barcelona-Sabadell-Terrassa, que passava per Sant Cugat del Vallès. Els enginyers de la companyia reclamaren al director, Frederick Stark Pearson, un camp de golf on poder practicar, tenint en compte que el Barcelona Golf Club estava amenaçat d'expropiació.

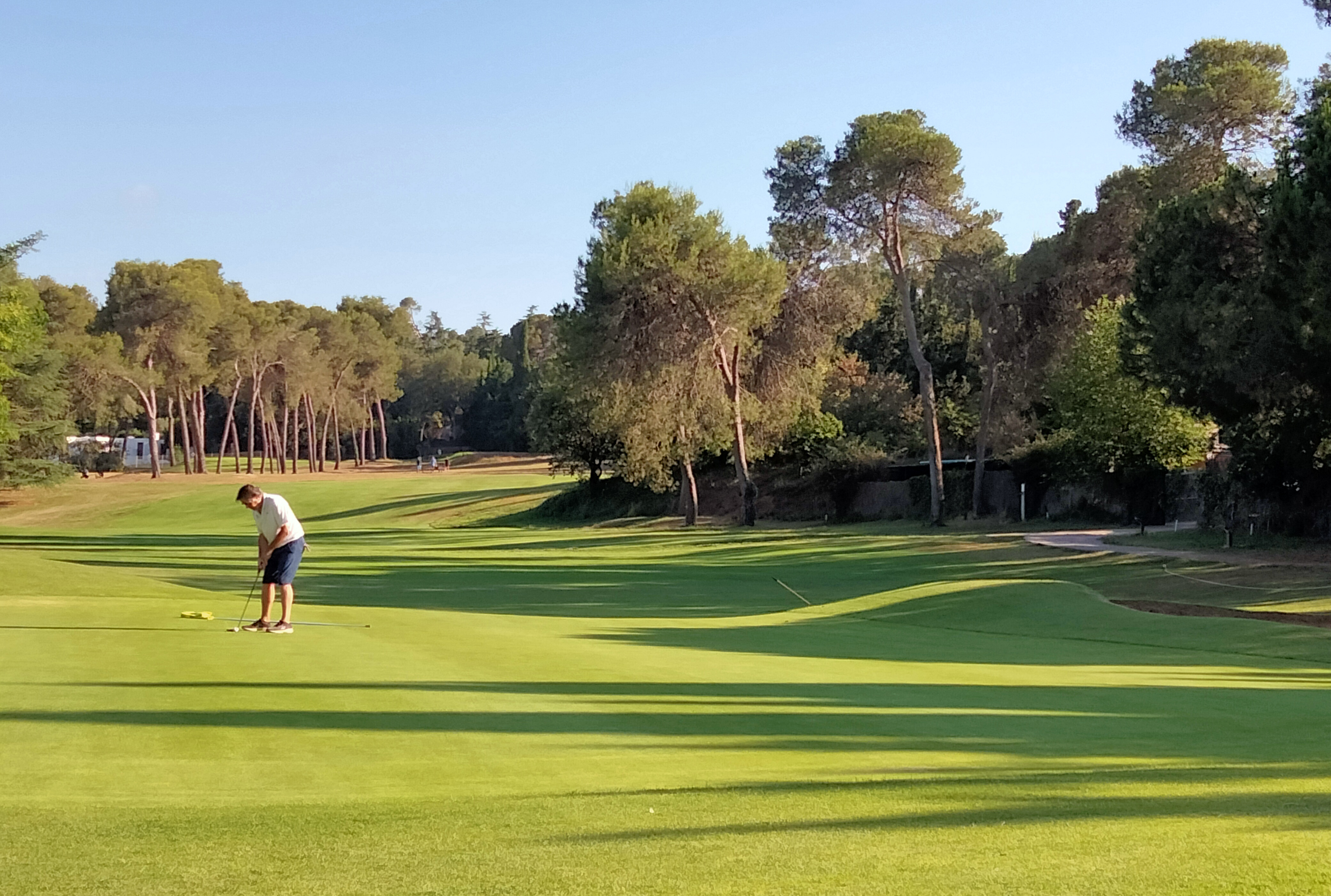
Camp del club de golf Sant Cugat

Aquest encarregà a Harry Shaplan Colt el disseny del nou camp de golf. El primer president fou Charles Morgan. Conegut des del 1919 com «New Barcelona Golf Club» o “club dels anglesos”, el 1934 adquirí el nom de Sant Cugat Golf Club. Antonio Díaz fou el primer professional del club l'any 1935.
Durant la Guerra Civil fou utilitzat com a camp d'entrenament de l'exèrcit republicà. El 16 de març de 1937 el camp van ser confiscat pel Comitè pro Exèrcit Popular Regular que va instal·lar el Primer Camp d'Instrucció Premilitar de Catalunya, inaugurat per Lluís Companys el 21 de març de 1937.
El 1978 va pendre el nom actual. Va organitzar l'Obert del 1942 i del 1967, el Campionat d'Espanya per a professionals (1951, 1974), el Campionat d'Espanya de dobles (1949, 1952), el Campionat de Catalunya per a professionals (1969, 1970, 1977, 1979, 1984, 1996-2004), l'Open Sanyo del Circuit Europeu (1982), la Copa Puerta del Hierro (1983), l'Open del Vallès (2003, 2004), el Campionat d'Espanya APG (2004, 2005), el Catalonia Ladies World Match Play (2003), el Catalonia Ladies Masters (2004) i el Campionat APG Seniors (2005-08).
Alguns dels seus golfistes més destacats són Paula Martí, Ivó Giner, Nacho Feliu, Fernando Roca i Domingo Hospital.
El Govern de la Generalitat de Catalunya li va concedir la Creu de Sant Jordi l'11 d'abril de 2017.